# Platyproctus minor
Platyproctus minor är en insektsart som beskrevs av Bergevin 1932. Platyproctus minor ingår i släktet Platyproctus och familjen dvärgstritar. Inga underarter finns listade i Catalogue of Life.